# Parc du Cosmos

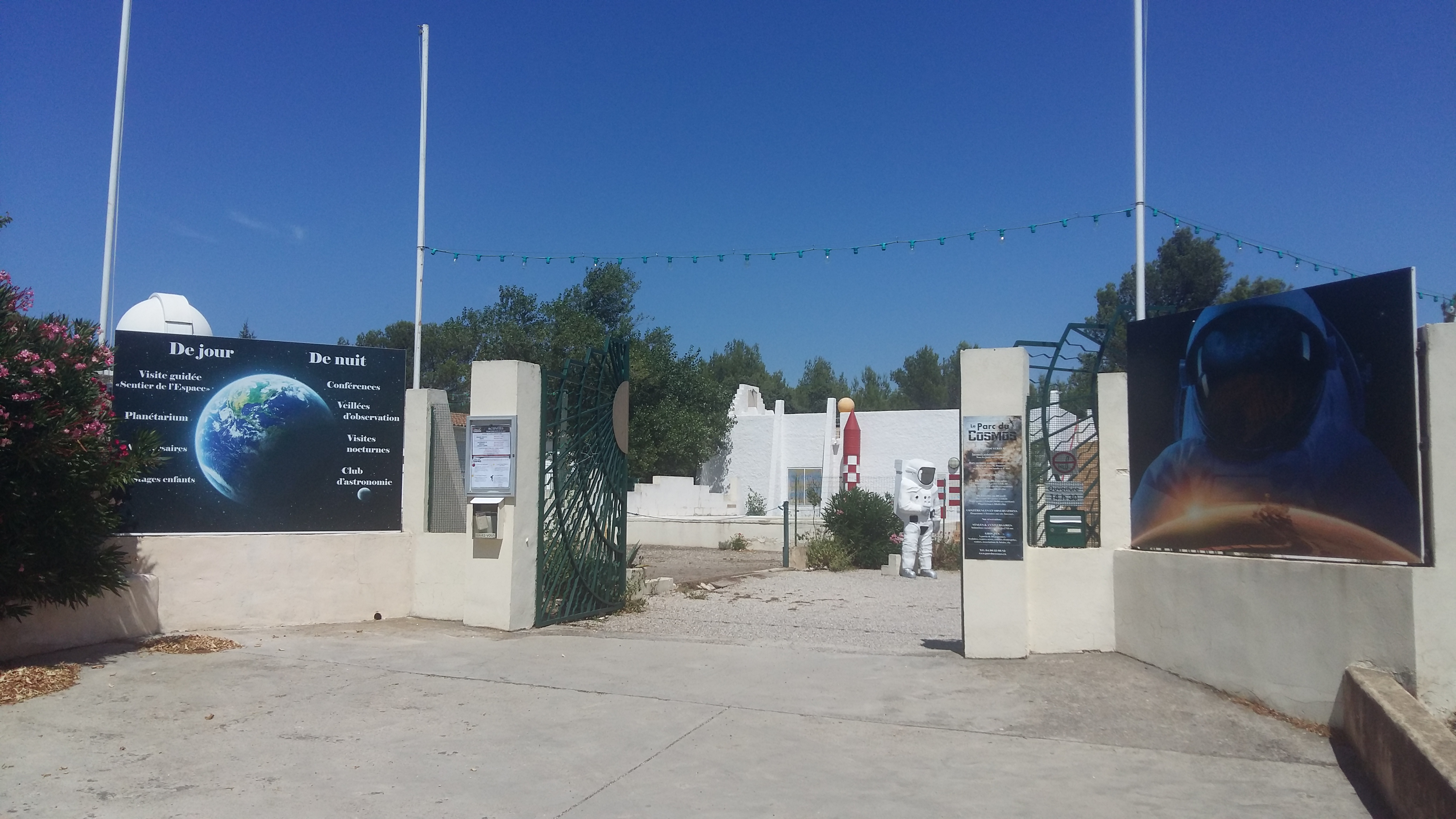
Entrée du parc

Le Parc du Cosmos est un parc culturel et scientifique situé sur la commune des Angles, dans le département du Gard et la région Occitanie, ayant pour activité principale l'initiation à l'astronomie et la médiation des sciences liées à l'espace (astrophysique, conquête spatiale, etc). 

## Historique
Le Parc du Cosmos se situe à environ 5 km d'Avignon et 30 km de Nîmes. L'association qui le gère a été créée en 1983 par Jacqueline Goudou et Marcelle Ohl. La direction du Parc du Cosmos change en 2001 avec l'élection de Sylvie Cointin comme Présidente ; à cette occasion les objectifs de l'association se réorientent vers la médiation scientifique liée à l'astronomie et l'espace. De 2017 à 2020, elle est présidée par Thierry Lamouline. En 2021, Lionel Peyrot est élu à la présidence.

## Visite du parc

### Le parcours

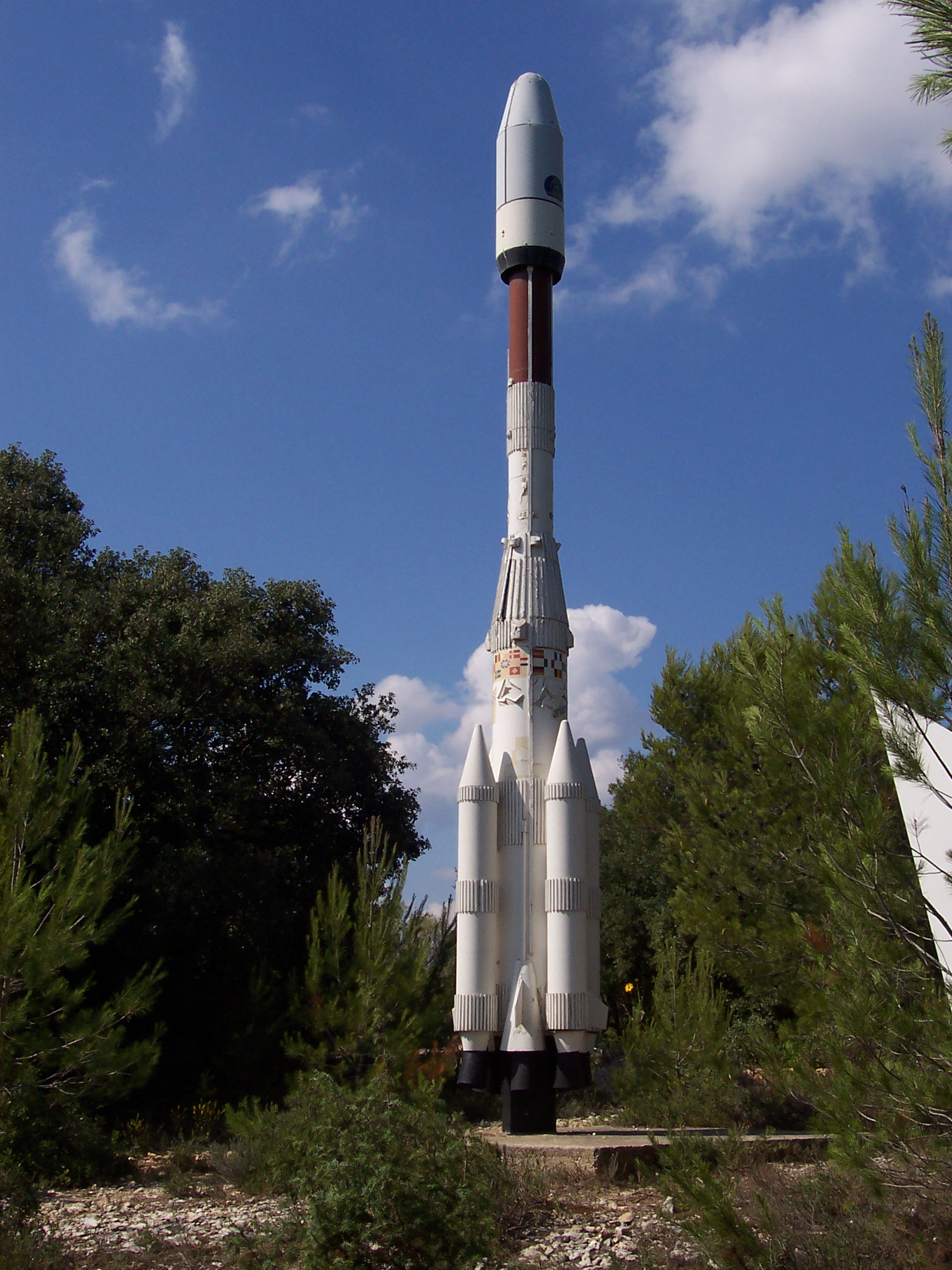
Une fusée du parc

La visite du "Sentier de découverte de l'espace", menée par un médiateur scientifique, dure environ 1h30 et consiste en un parcours d'un kilomètre, aménagé dans la garrigue languedocienne, où se trouve notamment une maquette du système solaire au 1/2 000 000 000e (les distances ayant dû être réduites pour les planètes géantes, des maquettes de constellations en trois dimensions, des panneaux d'interprétation sur les étoiles et les galaxies et des maquettes de fusées spatiales. Le parcours « Découvertes astro » peut être agréablement complété par une séance de planétarium (durée 1 h).

### Le planétarium numérique

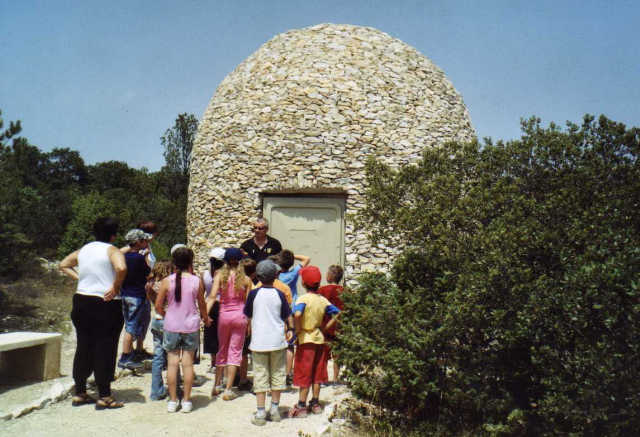
Extérieur du planétarium

Durant la séance de planétarium, les visiteurs assistent à une présentation du ciel nocturne du soir même avec la position réelle des astres, agrémenté d'un voyage virtuel dans l'espace connu et d'une présentation de phénomènes tels que les supernovae, les trous noirs, etc. Cet endroit atypique se trouve dans un édicule imitant une borie, cabane en pierre sèche qui, en Vaucluse, est l'équivalent de la capitelle gardoise.
Depuis 2020, le Parc du Cosmos dispose d'un nouveau planétarium, plus grand et d'une technologie plus avancée, sous un dôme de huit mètres de diamètre, disposant de quarante-neuf places assises et d'un projecteur 4k.

## Conférences
Le Parc propose également, un samedi soir sur deux à 20h30, des conférences thématiques avec vidéo-projection commentées.
L'équipe d'animation assure également des soirées d'observation aux télescopes et laser dans les établissements scolaires et certains lieux touristiques, comme les campings, ou sur le Pont d'Avignon, comme à l'été 2021.

## Sorties scolaires
La moitié de la fréquentation du Parc est constituée de classes, de la maternelle au lycée, pour des sorties éducatives d'une journée à une semaine.

## Activités associatives

### Club d'astronomie
L'association inclut également un club d'astronomie amateur qui met à disposition de ses membres du matériel d'astronomie et un accompagnement par des astronomes confirmés.

### Évènements, manifestations
Le Parc du Cosmos participe à de nombreuses manifestations nationales, comme la Nuit des étoiles en août, les Journées du Patrimoine, la Fête de la Science, etc.